# Canacea aldrichi
Canacea aldrichi är en tvåvingeart som först beskrevs av Cresson 1936.  Canacea aldrichi ingår i släktet Canacea och familjen Canacidae. Inga underarter finns listade i Catalogue of Life.